# Вурбяни
Ву̀рбяни (на гръцки: Βούρμπιανη) е село в Северозападна Гърция, дем Коница, област Епир. Селото е разположено в областта Масторохория. Според преброяването от 2001 година населението му е 141 души.